# Centrale hydroélectrique de Krementchouk
La centrale hydroélectrique de Krementchouk est une centrale hydroélectrique et un barrage au fil de l'eau situé près de Krementchouk, en Ukraine. Le barrage a créé le réservoir de Krementchouk.